# پاتر پانچالی
پاتر پانچالی ([Song of the Little Road] Error: {{Lang-xx}}: متن دارای نشانه‌گذاری ایتالیک است (راهنما)) فیلمی در ژانر درام به کارگردانی ساتیاجیت رای است که در سال ۱۹۵۵ منتشر شد. از بازیگران آن می‌توان به شارمیلا تاگور اشاره کرد. این، اولین فیلم کارگردان است.
این فیلم بسیار مورد تحسین منتقدین قرار گرفته‌است.

## داستان
زمانی در سالهای آغازین قرن، آپو در خانواده‌ای تهیدست در دهکده‌ای از بنگال به دنیا می‌آید. پدر که شاعر و کشیش است نمی‌تواند به اندازه نیاز خانواده درآمد داشته باشد. خواهر او دورگا همیشه از باغ همسایه دزدی می‌کند. همه اینها به مشکلات روزانه مادر خانواده افزون می‌شود در حالیکه همیشه با عمه خانواده در حال درگیری است.